# Silhouettea insinuans
Silhouettea insinuans es una especie de pez de la familia de los Gobiidae en el orden de los Perciformes.

## Morfología
Los machos pueden llegar a alcanzar los 4,5 cm de longitud total.

## Hábitat
Es un pez de clima tropical y demersal.

## Distribución geográfica
Se encuentra en Australia, Chagos, el Japón (incluyendo las Islas Ryukyu), Mozambique y las Seychelles.

## Observaciones
Es inofensivo para los humanos. 